# Tronc cœliaque
Pour les articles homonymes, voir Tronc.
Le tronc cœliaque est une artère systémique très courte de l'abdomen. Il vascularise la majeure partie des organes du haut appareil digestif.

## Origine
Le tronc cœliaque est la première branche majeure de l'aorte abdominale qui nait en regard de la douzième vertèbre thoracique.

## Trajet
Le tronc cœliaque se dirige en avant et légèrement vers le bas sur une courte distance avant de se diviser en trois branches terminales :
- l'artère gastrique gauche la plus petite qui se dirige vers le haut,
- l'artère splénique la plus grosse qui fait un trajet sinueux vers la gauche,
- l'artère hépatique commune qui se dirige vers la droite.

### Variations anatomiques
Bien que le modèle en trifurcation soit le plus courant, il peut exister des variations de divisions.

## Zone de vascularisation
Le tronc cœliaque par ses branches terminales et leurs subdivisions vascularise :
- l'estomac,
- le foie,
- la rate,
- le pancréas,
- le duodénum proximal,
- la vésicule biliaire.